# مطار بروناي الدولي
مطار بروناي الدولي (إياتا: BWN، إيكاو: WBSB) هو المطار الرئيسي في سلطنة بروناي ومركز عمليات شركة خطوط رويال بروناي الجوية. يسير المطار رحلات عبر آسيا وأوقيانوسيا وأيضا إلى مطار لندن هيثرو الدولي.

## خطوط وشركات الطيران
| شركـات طيـران             | الوجهات |
| ------------------------- | --- |
| طيران آسيا                | كوتا كينابالو، كوالالمبور |
| سيبو باسيفيك              | مانيلا |
| خطوط لاكي الجوية          | كونمينغ، نانينغ |
| الخطوط الجوية الماليزية   | كوالالمبور |
| خطوط رويال بروناي الجوية  | بانكوك سوفارنابومي، بريزبان (يستأنف 11 يونيو 2019)، مطار تشانغشا هوانغوا الدولي (يبدأ 2 أبريل 2019)، نغوراه راي، دبي، هايكو، مدينة هو تشي منه، هونغ كونغ، جاكرتا، مطار كوتا كينابالو الدولي، كوالالمبور، كوتشينغ، لندن هيثرو، مانيلا، ملبورن، شانغهاي بودنغ، سيول إنتشون، سنغافورة، مطار جواندا الدولي، تايوان تاويوان، طوكيو ناريتا موسمية: جدة |
| الخطوط الجوية السنغافورية | سنغافورة |

## الولوج
يبعد المطار مسافة 10 دقائق عن مركز المدينة. تسير سيارات الأجرة رحلات منتظمة من وإلى المطار. كما يرتبط المطار بحافلات للنقل العمومي تقوم بنقل الركاب إلى العديد من الجهات داخل العاصمة.